# 喜马拉雅花蟹蛛
喜马拉雅花蟹蛛（学名：Xysticus himalayaensis）为蟹蛛科花蟹蛛属的动物。分布于印度以及中国的西藏等地，一般生活于草丛。该物种的模式产地在印度。